# دوكان كبت
دوكان كبت (بالفارسية: دوکان کپت) هي قرية تقع في قسم هوديان الريفي (مقاطعة دلغان) في إيران. يقدر عدد سكانها بـ 0 نسمة بحسب إحصاء 2016.